# Europäische Akademie für Steuern, Wirtschaft & Recht
Die Europäische Akademie für Steuern, Wirtschaft & Recht war ein Unternehmen, das Fachwissen rund um EU-Verordnungen und EU-Recht in den Bereichen EU-Förderungen, Recht und Steuern, EU-Beihilfen, Energie und Umwelt, Kommunen, IT und Inneres bzw. Innere Sicherheit vermittelte. Partner der Europäischen Akademie für Steuern, Wirtschaft & Recht sind u. a. die Europäische Kommission, die Europäische Investitionsbank oder der Deutsche Städte- und Gemeindebund.
Über die EuroAcad wurde im November 2023 das Insolvenzverfahren eröffnet. Der Geschäftsbetrieb wurde vom Insolvenzverwalter eingestellt.

## Aktivitäten
Einen Schwerpunkt der Arbeit der Europäischen Akademie für Steuern, Wirtschaft & Recht bilden Veranstaltungen, die sich überwiegend an Vertreter der öffentlichen Verwaltung oder der öffentlichen Wirtschaft aller EU-Mitgliedstaaten richten. Seit 2009 bietet die Europäische Akademie für Steuern, Wirtschaft & Recht ein berufsbegleitendes Weiterbildungsprogramm „Masterclass Management in EU Funds“ an, das Spezialwissen im Bereich von EU-Förderung vermittelt.
Die Europäische Akademie für Steuern, Wirtschaft & Recht verleiht jährlich den mit 10.000 Euro dotierten Europäischen Wissenspreis für herausragende Mitarbeiterweiterbildung in Behörden, Institutionen und Unternehmen aus ganz Europa. Der Europäische Wissenspreis steht unter der Schirmherrschaft der EU-Kommissarin für Bildung, Kultur, Mehrsprachigkeit und Jugend Androulla Vassiliou. Träger des Europäischen Wissenspreises 2013 ist das litauische Landwirtschaftsministerium.